# (3567) Alvema
(3567) Alvema ist ein Asteroid des Hauptgürtels, der am 15. November 1930 vom belgischen Astronomen Eugène Joseph Delporte an der Königlichen Sternwarte von Belgien (IAU-Code 012) in Ukkel entdeckt wurde.
Alvema ist zusammengesetzt aus den Namen dreier Urenkelinnen des Entdeckers,
Aline De Middelaer, Véronique und Martine Warck.